# Eleccions generals de Guinea Equatorial de 2017
Les eleccions legislatives de Guinea Equatorial de 2017 es van celebrar el 12 de novembre de 2017 al costat d'eleccions municipals. Els comicis es van dur a terme amb el propòsit d'escollir als membres de la Cambra dels diputats i el Senat.

## Sistema electoral
El Senat compta amb 70 membres, dels quals 55 són escollits i 15 són nomenats pel President Teodoro Obiang Nguema Mbasogo.
Els 100 membres de la Cambra dels diputats són triats per representació proporcional de llista tancada en districtes electorals plurinominals.

## Desenvolupament
El procés d'inscripció electoral es va estendre entre l'1 i el 23 d'agost inscrivint-se en el cens electoral un total de 325.554 persones. L'opositora Convergència per a la Democràcia Social (CPDS) va denunciar que el cens va ser arreglat pel Ministre de l'Interior i president de la Junta Electoral Nacional Clement Engonga, assegurant que es va inscriure a menors d'edat i morts. El 18 de setembre, el president Teodoro Obiang va dissoldre per decret les dues cambres del parlament equatoguineà.
El 27 de setembre el Ministre de l'Interior Clement Engonga Nguema Onguene va ser elegit president de la Junta Electoral Nacional (JEN). L'oposició es va mostrar crítica amb la composició de l'òrgan, en considerar que aquest no era independent ni imparcial respecte al govern.

## Partits participants
El 28 de setembre, es va proclamar oficialment la participació de tres formacions polítiques. D'acord amb la llei electoral, van rebre finançament públic només els partits que es troben representats al Parlament, la qual cosa va ser criticada per l'oposició. En el seu conjunt, aquesta va rebre un total de 45.000 euros en fons públics. La suma va ser qualificada com una "almoina" pels partits opositors.

### Partit Democràtic de Guinea Equatorial
Participarà el governant Partit Democràtic de Guinea Equatorial, que va realitzar unes primàries parlamentàries per determinar els seus candidats La campanya del PDGE va començar el 27 d'octubre, i en va ser el director Teodoro Nguema Obiang Mangue.
El partit de govern es presenta en coalició amb la Convenció Liberal Democràtica (CLD), el Partit Socialista de Guinea Equatorial (PSGE), l'Aliança Democràtica Progressista (ADP), el Partit de la Coalició Socialdemòcrata (PCSD), la Unió Democràtica Social (UDS), la Unió Popular (UP), el Partit Liberal (PL), el Partit Social Demòcrata (PSD), la Unió Democràtica Nacional (UDENA), la Unió Nacional per la Democràcia de Guinea Equatorial (UNDGE), el Congrés Nacional de Guinea Equatorial (CNGE), el Partit Nacional Democràtic (PND), la Convergència Social Democràtica i Popular (CSDP) i l'Acció Popular de Guinea Equatorial (APGE). Aquest acord de coalició va ser ratificat mitjançant la signatura d'un conveni el 30 d'octubre.
El PDGE va finalitzar la seva campanya electoral en un multitudinari acte el dia 10 de novembre, mostrant-se confiat en el seu triomf.

### Juntos Podemos
Els partits opositors Convergència per a la Democràcia Social (CPDS) i Unió de Centre Dreta (UCD) van formar la coalició "Juntos Podemos" per concórrer als comicis. El 23 de juny, la policia equatoguineana va irrompre en el restaurant on la coalició estava sent presentada, sent detinguts dos periodistes. La coalició va començar la seva campanya el 28 d'octubre. Durant el procés es va denunciar que la TVGE no va donar cobertura a l'agrupació i que va ser atacada tant pel PDGE como pel partit opositor Ciudadanos por la Innovación (CI), mitjançant la destrucció de cartells i insults verbals. Enmig de la campanya, el líder de la CPDS Andrés Esono va viatjar a Madrid i va realitzar una gira per obtenir suports polítics, reunint-se amb personalitats de Podemos, i la Unió General de Treballadors (UGT). Així mateix, també es va entrevistar amb el secretari d'organització del PSOE, José Luis Ábalos. També va rebre el suport d'Amnistia Internacional, Transparència Internacional, Associació Sherpa, el Partit dels Socialistes de Catalunya, i les Joventuts Socialistes d'Espanya. En una entrevista en la Ràdio Nacional d'Espanya, Esono va declarar que els comicis eren l'“última oportunitat per tirar del poder de forma democràtica” al règim d'Obiang.
Juntos Podemos va concloure la seva campanya electoral entre els dies 9 i 10 de novembre.

### Ciudadanos por la Innovación
També participarà dels comicis el partit opositor Ciutadans per la Innovació de Guinea Equatorial (CI). El partit va ser convidat a unir-se a la coalició "Juntos Podemos", però va decidir finalment concórrer en solitari. Durant la campanya electoral, iniciada el 29 d'octubre, es va denunciar que membres d'aquest partit van ser agredits i detinguts per forces governamentals la qual cosa va provocar que el líder de CI Gabriel Nsé Obiang contactés amb el Ministeri de l'Interior. Els partits del govern van respondre assegurant que havien estat ells les víctimes de les agressions, perpetrades segons elles per militants de CI.
Així mateix, també es va denunciar que militants del PDGE van impedir el desenvolupament normal de la campanya de CI, especialment en el districte d'Aconibe. Les autoritats del partit també van denunciar diversos conflictes amb la justícia i les autoritats electorals. Donats els constants maltractaments dels quals segons ells van ser objecte, el partit fins i tot va considerar la possibilitat de retirar-se dels comicis.
Ciudadanos por la Innovación va concloure la seva campanya electoral el dia 10 de novembre.

### Partits abstencionistes
El Moviment per a l'Autodeterminació de l'Illa de Bioko (MAIB) i la facció opositora de la Unió Popular (UP) van cridar a l'abstenció electoral. El mateix van fer el Partit del Progrés de Guinea Equatorial (PP) i la Força Demòcrata Republicana (FDR). Així i tot, aquests partits van donar suport moral a les formacions opositores que sí es presentaven, a excepció del PP que va considerar la participació de l'oposició com una forma de legitimar al règim.

## Jornada electoral
Per al dia de les eleccions, es va establir la llei seca i el trànsit de vehicles motoritzats. Així mateix, també es va prohibir tenir telèfons mòbils a les meses electorals i "les aglomeracions que entorpeixin l'accés a les taules electorals". Segons l'oposició, al procés electoral no van assistir suficients observadors internacionals. Es va comptar amb la presència d'observadors de la Unió Africana (UA) i la Comunitat de Països de Llengua Portuguesa (CPLP).
La votació començà oficialment a les vuit del matí, estant marcada per diverses irregularitats. L'oposició va denunciar que militants del PDGE van iniciar la votació hores abans i que moltes taules es trobaven situades en llocs diferents als prèviament assenyalats, la qual cosa causava l'absència dels interventors opositors. Segons CPDS, alguns d'ells fins i tot van ser detinguts. També tant Juntos Podemos com CI van denunciar l'absència de les seves paperetes en les taules. Així mateix, es va denunciar que autoritats del PDGE van coaccionar a molts votants per obtenir el seu sufragi i que es va imposar el vot públic a favor del partit governant. Un interventor de Juntos Podemos va ser detingut per tractar de parar aquesta irregularitat, mentre que un interventor de CI va ser colpejat i detingut per militars que vigilaven el desenvolupament del procés. De fet, forces militars van efectuar trets a l'aire davant la protesta d'alguns votants per les irregularitats. Dies després dels comicis, Juntos Podemos va denunciar que un dels seus interventors, anomenat Diosdado Esono Nzang, seguia detingut i es desconeixia el seu parador. Finalment Esono va ser posat en llibertat el día 14 de novembre.
Segons fonts de l'oposició, es va imprimir una sola papereta per partit per a les eleccions municipals, legislatives i senatorials, de tal forma que els votants no van tenir possibilitat d'escollir paperetes diferents per a cadascuna de les institucions, la qual cosa constitueix una violació de la llei electoral vigent. Algunes candidatures de l'oposició per a les eleccions municipals van ser anul·lades sense cap justificació per les autoritats electorals.
L'agència de notícies AFP va destacar que la jornada transcorria sense incidents, encara que el senyal d'internet estava tallat i hi havia un important desplegament de les forces de seguretat, fins i tot als centres de votació.
A nivell internacional, la Unió General de Treballadors i Amnistia Internacional van seguir de prop el desenvolupament dels comicis, denunciant també totes la irregularitats registrades.
El govern equatoguineà va desestimar totes les denúncies i va declarar que la jornada electoral havia transcorregut en un ambient de normalitat i tranquil·litat. El Ministre de l'Interior Clemente Engonga va dir que l'alta participació electoral havia estat una mostra de "un gran esperit de civisme" i que no tenia coneixement d'irregularitat alguna, destacant a més el treball dels observadors internacionals. El president Teodoro Obiang va declarar que els ciutadans estaven "conreant" l'"assaig democràtic" i que l'oposició desitjava accedir al poder "per mitjà de la violència". A més va dir que s'havia expressat la "voluntat popular". Durant la jornada, personalitats del PDGE com el vicepresident Teodoro Nguema Obiang Mangue es van mostrar confiats en la victòria de la formació.
Els col·legis electorals van tancar a les sis de la tarda.

## Resultados

### Senat
| Partit                                            | Vots | %     | Escons |
| ------------------------------------------------- | ---- | ----- | ------ |
| Partit Democràtic de Guinea Equatorial i aliats   |      | 92.00 | 55     |
| Ciudadanos por la Innovación de Guinea Ecuatorial |      | 5.77  | 0      |
| Juntos Podemos                                    |      | 2..23 | 0      |
| Membres designats                                 | –    | –     | 15     |
| Total                                             |      | 100   | 70     |
| Font: Eldiario.es                                 |      |       |        |

### Cambra dels Diputats
| Partit                                            | Vots | %     | Escons | +/– |
| ------------------------------------------------- | ---- | ----- | ------ | --- |
| Partit Democràtic de Guinea Equatorial i aliats   |      | 92.00 | 99     | 0   |
| Ciudadanos por la Innovación de Guinea Ecuatorial |      | 5.77  | 1      | Nou |
| Juntos Podemos                                    |      | 2.23  | 0      | -1  |
| Total                                             |      | 100   | 100    | 0   |
| Font: Eldiario.es                                 |      |       |        |     |

La participació electoral va assolur el 84%. A les eleccions municipals celebrades paral·lelament, el PDGE va guanyar a la totalitat de les batllies del país.

## Reaccions nacionals i internacionals

### Abans de les eleccions
El diputat espanyol Fernando Maura Barandiarán va declarar al Congrés dels Diputats que les eleccions no tenien garanties democràtiques ni de llibertats. El 24 d'octubre va tenir lloc un debat en la Comissió d'Exteriors del Congrés dels Diputats sobre la Proposició no de llei (PNL) presentada pel Partit Socialista Obrer Espanyol (PSOE) relativa a les relacions amb Guinea Equatorial. En aquest debat, es va parlar de la il·legitimitat dels comicis i de la repressió a opositors. El grup parlamentari Unidos Podemos va demanar al govern espanyol no reconèixer els resultats de les eleccions.
La investigadora de Human Rights Watch (HRW) Sarah Saadoun va declarar que l'assetjament a l'oposició equatoguineana creixia durant períodes d'eleccions,mentre que per la seva banda l'activista pro-drets humans i advocat equatoguineà Tutu Alicante va posar l'accent en la il·legitimitat del procés.
Per la seva banda, el govern equatoguineà sempre va desestimar totes aquestes acusacions.

### Després de les eleccions
En publicar-se els primers resultats, totes les formacions polítiques opositores els van rebutjar en considerar-los fraudulents. Tant Juntos Podemos com CI van anunciar que presentaran un recurs davant els tribunals de justícia. en el que es demanarà l'anul·lació dels resultats i la repetició dels comicis.
El Partit Socialista Obrer Espanyol (PSOE), a través del seu secretari de Relacions Internacionals Héctor Gómez, va qualificar les eleccions com un "frau democràtic" i va denunciar les múltiples irregularitats registrades, donant suport endemés la iniciativa de l'oposició de presentar un recurs judicial.
Sectors de l'oposició en l'exili, com l'Aliança Nacional per a la Restauració Democràtica (ARND) i el Govern de Guinea Equatorial en l'Exili, van criticar l'oposició nacional per les seves denúncies, argumentant que les formacions sabien del frau i que estaven legitimant al règim d'Obiang.
Els observadors internacionals, especialment els de la Unió Africana, van certificar la legitimitat dels comicis, però van fe notar algunes anomalies menors.